# Zgodovina BMW
Podjetje BMW je bilo uradno ustanovljeno 7. marca 1916, ko so začeli s proizvodnjo letalskih motorjev. Nekaj let kasneje so pričeli proizvajati motocikle in nato še avtomobile. Njihovi proizvodi so poznani po celem svetu. Večina delnic, točneje 53,3 %, kotira na Frankfurtski borzi.
Začetki
- 1913-1915:

Začetki segajo v leto 1913, ko je Karl Friedrich Rapp, znan in uspešen inženir v nemški letalski industriji, poleg svojih podjetij v Berlinu in Chemnitzu, ustanovil še podjetje v Münchnu, imenovano Rapp Motorenwerke GmbH. Delavnica se je usmerila v izdelovanje letalskih motorjev, ki pa so na začetku povzročali veliko težav. Zaradi vedno večjih finančnih težav, se je Karl Friedrich Rapp odločil za prodajo svojega podjetja in tovarne v Münchnu.
Čas med I. svetovno vojno
- 1916-1920:

Podjetje in tovarno sta l.1916 kupila dva Avstrijca, inženir Max Friz in poslovnež Franz Josef Popp. Aprila l.1917 sta podjetje preimenovala v Bayeriche Motoren Werke GmbH oz. krajše BMW GmbH. Že l.1918 se je podjetje preoblikovalo v delniško družbo - BMW AG. Vzporedno je 7. marca 1916 ustanovil svoje podjetje Gustav Otto, sin slavnega inženirja Nicolausa Augusta Otta. Podjetje se je imenovalo Bayerische Flugzeugwerke AG (BFW AG), ki se je prav tako ukvarjalo z izdelavo letalskih motorjev.

Leta 1917 so razvili pri Bayerische Motoren Werke GmbH odličen letalski motor in tako dobili posel za dobavo 2000 letalskih motorjev za Prusko vojsko. Tega leta je podjetje dobilo tudi uradni logotip, ki pa se ne razlikuje veliko od današnjega. Po koncu prve svetovne vojne je imela Nemčija po versajski mirovni pogodbi prepoved izdelave letalskih motorjev še nadaljnjih 5 let, kar je imelo posledice pri vseh izdelovalcih letalskih motorjev. BMW je skrivoma še naprej razvijal letalske motorje in tako je bil 17. junija 1919 na skrivaj dosežen višinski rekord, 9760 m z letalskim motorjem BMW Illa.
Prvi motocikel
- 1921-1925:

V okviru prestrukturiranja podjetja l.1922 je finančnik Camilo Castiglioni zagotovil kapital za nadaljnji obstoj podjetja, prvi generalni direktor pa je postal Franz Josef Popp. K podjetju BMW AG so pripojili še del podjetja Bayerische Flugzeugwerke AG (BFW AG) in tako je nastalo enotno podjetje z logotipom BMW AG, ki obstaja še danes. Do l.1922 so z BMW letalskimi motorji podrli 29 rekordov. Ostanek podjetja Bayerische Flugzeugwerke AG (BFW AG) se je preimenovalo v Süddeutsche Bremsen AG, ki pa je bila hčerinska družba podjetja Knorr Bremse AG, ter se še naprej posvečalo izključno aviaciji.

Jeseni l.1923, točneje 28. septembra, je bil predstavljen prvi BMW motocikel z nazivom BMW R32. Imel je 2 valjni motor s prostornino 494 cm³ in močjo 6,3 kW (8,5 KM). Sam motocikel je tehtal 122 kg, z bočno prikolico pa 184 kg. Na sredini je imel 14 l posodo za gorivo. Dosegel pa je hitrost 95 km/h. 
Prvi avtomobil
- 1925-1930:

Zaradi vse večjega povpraševanja po osebnih vozilih je BMW l.1928 kupil podjetje in tovarno Fahrzeugfabrik Eisenach za izdelavo avtomobilov v Eisenachu. Dne 22. marca 1929 so izdelali prvi avtomobil po licenci angleškega Austin Sevena. To je bil model BMW 3/15 PS, imenovan tudi "Dixi", s prostornino 750 cm³ in močjo 11 kW (15 KM). Motor je imel 4 cilindre z vodnim hlajenjem. 
- 1931-1940:

Do pomladi l.1932 je bilo prodanih okoli 16.000 vozil BMW 3/15.
Čas med II. svetovno vojno
- 1941-1950:

Kriza podjetja in skorajšnji sovražni prevzem
- 1951-1960:

- 1961-1970:

Obdobje pod Kuenheimom
- 1971-1980:

Leta 1973 je bil predstavljen prvi nemški avtomobil s turbo motorjem. To je bil legendarni BMW 2002 turbo s prostornino 1990 cm³, močjo 125 kW (170 KM). Teža avtomobila je bila skromnih 1080 kg, kar je zadostovalo za pospešek od 0-100 km/h v pičlih 6,9 sekunde in končno hitrost 211 km/h. Zaradi naftne krize v sedemdesetih so BMW 2002 Turbo prenehali izdelovati l.1974 in izdelali vsega 1672 vozil.
- 1981-1990:

Leta 1987 so predstavili motor M70 v modelu BMW 750i. To je bil prvi nemški dvanajstvaljnik po drugi svetovni vojni.
Debakl z Roverjem
- 1991-2000:

- 2001-2010:

- 2011-danes: